# Alexandr Ščetinin
Alexandr Konstantinovič Ščetinin (rusky Александр Константинович Щетинин; ukrajinsky Олександр Костянтинович Щетинін; 27. srpna 1962, Sovětský svaz – 27. srpna 2016, Kyjev) byl v Sovětském svazu narozený novinář, působící k roku 2016 na Ukrajině, který byl – jenom jeden měsíc po vraždě novináře Pavla Grigorjeviče Šeremeta – nalezen s prostřelenou hlavou v Kyjevě.

## Životopis

### Vražda kritika Kremlu
Alexandr Konstantinovič Ščetinin, jenž platil za kritika Kremlu, byl nalezený přáteli s prostřelenou hlavou na balkóně svého kyjevského bytu, když mu přišli poblahopřát k jeho narozeninám. Případ byl posléze vyšetřován jako sebevražda. Ščetinin byl zakladatelem tiskového portálu Novyj region, který byl zrušen na údajný nátlak z Ruska.